# Lachute
Lachute es una ciudad de la provincia de Quebec, Canadá. Está ubicada en el condado regional de Argenteuil y a su vez, en la región administrativa de Laurentides. Hace parte de las circunscripciones electorales de Argenteuil a nivel provincial y de Argenteuil−Mirabel a nivel federal.

## Geografía
Lachute se encuentra ubicada en las coordenadas 45°39′00″N 74°20′00″O / 45.65000, -74.33333. Según Statistique Canada, tiene una superficie total de 109,20 km² y es una de las 1135 municipalidades en las que está dividido administrativamente el territorio de la provincia de Quebec.

## Demografía
Según el censo de 2011, había 12 551 personas residiendo en esta ciudad con una densidad poblacional de 114,9 hab./km². Los datos del censo mostraron que de las 11 832 personas censadas en 2006, en 2011 hubo un aumento poblacional de 719 habitantes (6,1%). El número total de inmuebles particulares resultó de 5991 con una densidad de 54,86 inmuebles por km². El número total de viviendas particulares que se encontraban ocupadas por residentes habituales fue de 5663.